# Liste der Monuments historiques in Colmar
Die Liste der Monument historique in Colmar verzeichnet alle klassifizierten und eingetragenen Monuments historiques in der elsässischen Stadt Colmar.

## Liste der Objekte
| Bezeichnung                                                     | Beschreibung | Standort                                | Kennzeichnung | Schutzstatus | Datum     | Bild           |
| --------------------------------------------------------------- | --- | --------------------------------------- | ------------- | ------------ | --------- | -------------- |
| Orgel                                                           | Ensemble aus PM68000065 und PM68000640                                                                              | in der Kirche St-Matthieu (Lage)        | PM68000879    | Classé       | 1988 1986 | weitere Bilder |
| Orgelprospekt                                                   | 1731/32 von Andreas Silbermann gebaut, wiederholt verändert                                                         | in der Kirche St-Matthieu (Lage)        | PM68000065    | Classé       | 1988      | weitere Bilder |
| Instrumentalteil der Orgel                                      | 1731/32 von Andreas Silbermann gebaut, wiederholt verändert                                                         | in der Kirche St-Matthieu (Lage)        | PM68000640    | Classé       | 1986      | weitere Bilder |
| Fünf Vitrinenschränke                                           | Eichenholz, Kupfer, Glas, Anfang des 20. Jahrhunderts                                                               | im Cour d’appel (Lage)                  | PM68001386    | Inscrit      | 2001      |                |
| Sechs Garderobenständer                                         | Eichenholz, Kupfer, Anfang des 20. Jahrhunderts                                                                     | im Cour d’appel (Lage)                  | PM68001390    | Inscrit      | 2001      |                |
| Zwei Seitenaltäre                                               | jeweils Altartisch, Retabel und Gemälde; Holz, Ölfarbe auf Leinwand, 1771                                           | in der Dominikanerkirche (Lage)         | PM68000045    | Classé       | 1978      |                |
| Flachrelief Heilige Sippe                                       | Holz, Anfang des 16. Jahrhunderts, eventuell von Hans Wydyz                                                         | in der Kirche St-Martin (Lage)          | PM68000049    | Classé       | 1978      | weitere Bilder |
| Gemälde Abraham opfert Issak                                    | Ölfarbe auf Leinwand, 18. Jahrhundert                                                                               | in der Dominikanerkirche (Lage)         | PM68000062    | Classé       | 1982      |                |
| Altarkreuz und vier Leuchter                                    | Holz, vergoldet, 18. Jahrhundert                                                                                    | in der Dominikanerkirche (Lage)         | PM68000641    | Classé       | 1982      |                |
| Kruzifix                                                        | Holz, farbig gefasst, 14. Jahrhundert                                                                               | in der Kirche St-Martin (Lage)          | PM68000046    | Classé       | 1974      | weitere Bilder |
| Kreuzreliquiar                                                  | Metall, Bergkristall, Jaspis, Achat, 14. Jahrhundert                                                                | in der Kirche St-Martin (Lage)          | PM68000054    | Classé       | 1982      |                |
| Kelch                                                           | Silber, 1772 | in der Kirche St-Martin (Lage)          | PM68000055    | Classé       | 1982      |                |
| Kelch                                                           | Silber, zweite Hälfte des 17. Jahrhunderts                                                                          | in der Kirche St-Martin (Lage)          | PM68000056    | Classé       | 1982      |                |
| Gemälde Mariä Himmelfahrt                                       | Ölfarbe auf Leinwand, 19. Jahrhundert, nach Bartolomé Esteban Murillo                                               | in der Dominikanerkirche (Lage)         | PM68001041    | Inscrit      | 1982      |                |
| Vier Schreibtische                                              | Eichenholz, Kupfer, Anfang des 20. Jahrhunderts                                                                     | im Cour d’appel (Lage)                  | PM68001388    | Inscrit      | 2001      |                |
| Waschbecken mit Wasserspeicher                                  | Kupfer, 18. Jahrhundert                                                                                             | im Cour d’appel (Lage)                  | PM68001393    | Inscrit      | 2001      |                |
| Deckengemälde Triumph der Götter                                | 18. Jahrhundert | im Lycée Bartholdi (Lage)               | PM68000051    | Classé       | 1920      |                |
| Weihrauchfass                                                   | Silber, 1769 | in der Kirche St-Martin (Lage)          | PM68000057    | Classé       | 1982      |                |
| Gemälde Heiliger Augustinus und heiliger Irenäus                | Ölfarbe auf Leinwand, Holzrahmen, 18. Jahrhundert                                                                   | in der Dominikanerkirche (Lage)         | PM68000063    | Classé       | 1982      |                |
| Wandgemälde Leben Christi                                       | 15. Jahrhundert | in der Dominikanerkirche (Lage)         | PM68000446    | Classé       | 1948      |                |
| 50 Gemälde zu biblischen Themen                                 | in der Emporenbrüstung; Ölfarbe auf Holz, 1708/09, Jean-Baptiste Wulcken nach verschiedenen Vorlagen                | in der Kirche St-Matthieu (Lage)        | PM68000447    | Classé       | 1988      | weitere Bilder |
| Wanduhr                                                         | Metall, vergoldet und emailliert, erste Hälfte des 19. Jahrhunderts                                                 | im Cour d’appel (Lage)                  | PM68000855    | Classé       | 2003      |                |
| Acht Garderobenständer mit Mittelfuß                            | Kiefernholz, Schmiedeeisen, Anfang des 20. Jahrhunderts                                                             | im Cour d’appel (Lage)                  | PM68001391    | Inscrit      | 2001      |                |
| Neun Kronleuchter                                               | Messing, Glas, Anfang des 20. Jahrhunderts                                                                          | im Cour d’appel (Lage)                  | PM68001392    | Inscrit      | 2001      |                |
| Gemälde Porträt von Victor Rossée (1)                           | Ölfarbe auf Leinwand, vergoldeter Holzrahmen, um 1852                                                               | im Cour d’appel (Lage)                  | PM68001413    | Inscrit      | 2002      |                |
| Gemälde Porträt von Luc Claude François Xavier Atthalin         | Ölfarbe auf Leinwand, vergoldeter Holzrahmen, um 1821                                                               | im Cour d’appel (Lage)                  | PM68001381    | Inscrit      | 2001      |                |
| Zwei Stühle für Richter                                         | Holz, stuckiert und vergoldet, 19. Jahrhundert                                                                      | im Cour d’appel (Lage)                  | PM68001383    | Inscrit      | 2001      |                |
| Zehn Tische                                                     | Eichenholz, Leder, Anfang des 20. Jahrhunderts                                                                      | im Cour d’appel (Lage)                  | PM68001385    | Inscrit      | 2001      |                |
| Vier Einbauschränke                                             | Kiefernholz, Kupfer, Anfang des 20. Jahrhunderts                                                                    | im Cour d’appel (Lage)                  | PM68001387    | Inscrit      | 2001      |                |
| Gemälde Porträt von Pierre François Hercule de Serre            | Ölfarbe auf Leinwand, vergoldeter Holzrahmen, um 1821                                                               | im Cour d’appel (Lage)                  | PM68001411    | Inscrit      | 2002      |                |
| Gemälde Porträt von Claude Léopold Antoine de Millet de Chevers | Ölfarbe auf Leinwand, vergoldeter Holzrahmen, um 1838                                                               | im Cour d’appel (Lage)                  | PM68001412    | Inscrit      | 2002      |                |
| Gemälde Porträt von Victor Rossée (2)                           | Ölfarbe auf Leinwand, vergoldeter Holzrahmen, um 1852                                                               | im Cour d’appel (Lage)                  | PM68001414    | Inscrit      | 2002      |                |
| Pietà Herzog                                                    | Holz, farbig gefasst, 14. Jahrhundert                                                                               | in der Kirche St-Vincent-de-Paul (Lage) | PM68002062    | Classé       | 2015      |                |
| Chorbänke                                                       | Holz, 18. Jahrhundert                                                                                               | in der Dominikanerkirche (Lage)         | PM68000044    | Classé       | 1978      | weitere Bilder |
| Pietà                                                           | Holz, Anfang des 17. Jahrhunderts                                                                                   | in der Kirche St-Martin (Lage)          | PM68000047    | Classé       | 1974      | weitere Bilder |
| Wandgemälde mit biblischen Szenen                               | Ende des 16. Jahrhunderts                                                                                           | außen am Maison Pfister (Lage)          | PM68000052    | Classé       | 1927      | weitere Bilder |
| Zwei Kännchen                                                   | Silber, 18. Jahrhundert                                                                                             | in der Kirche St-Martin (Lage)          | PM68000053    | Classé       | 1982      |                |
| Gemälde Petrus                                                  | Ölfarbe auf Leinwand, 18. Jahrhundert                                                                               | in der Dominikanerkirche (Lage)         | PM68000059    | Classé       | 1982      |                |
| Gemälde Der heilige Bruno verzichtet auf das Bistum Reggio      | Ölfarbe auf Leinwand, Holzrahmen, Anfang des 19. Jahrhunderts, von Jean-Bruno Gassies                               | in der Dominikanerkirche (Lage)         | PM68000060    | Classé       | 1982      |                |
| Altar                                                           | Altartisch, Tabernakel, Retabel und zwei Gemälde; Holz, farbig gefasst, sowie Ölfarbe auf Leinwand, 18. Jahrhundert | in der Dominikanerkirche (Lage)         | PM68000064    | Classé       | 1988      |                |
| Kruzifix                                                        | Holz, farbig gefasst, erste Hälfte des 18. Jahrhunderts                                                             | in der Kirche St-Matthieu (Lage)        | PM68000731    | Classé       | 1997      | weitere Bilder |
| Skulptur Madonna mit Kind                                       | Holz, farbig gefasst, Ende des 15. Jahrhunderts                                                                     | in der Kirche St-Martin (Lage)          | PM68000048    | Classé       | 1974      | weitere Bilder |
| Altarbild Madonna im Rosenhag                                   | Ölfarbe auf Holz, 1473, von Martin Schongauer                                                                       | in der Dominikanerkirche (Lage)         | PM68000050    | Classé       | 1978      | weitere Bilder |
| Zwei Gemälde Heiliger Joachim und Johannes der Täufer           | Ölfarbe auf Leinwand, Holzrahmen, 18. Jahrhundert                                                                   | in der Dominikanerkirche (Lage)         | PM68000058    | Classé       | 1982      |                |
| Gemälde Jakobs Traum von der Himmelsleiter                      | Ölfarbe auf Leinwand, 18. Jahrhundert                                                                               | in der Dominikanerkirche (Lage)         | PM68000061    | Classé       | 1982      |                |
| Gemälde Christus des Conseil Souverain d’Alsace                 | Ölfarbe auf Holz, vergoldeter Holzrahmen, 18. Jahrhundert                                                           | im Cour d’Appel (Lage)                  | PM68000854    | Classé       | 2003      |                |
| Siegelpresse des kaiserlichen Generalstaatsanwalts              | Gusseisen, Holz, Ende des 19. Jahrhunderts                                                                          | im Cour d’Appel (Lage)                  | PM68000868    | Classé       | 2003      |                |
| Gemälde Porträt von Léon Siben                                  | Ölfarbe auf Leinwand, Holzrahmen, 1931                                                                              | im Cour d’Appel (Lage)                  | PM68001382    | Inscrit      | 2001      |                |
| 35 Stühle                                                       | Eichenholz, Leder, Anfang des 20. Jahrhunderts                                                                      | im Cour d’Appel (Lage)                  | PM68001384    | Inscrit      | 2001      |                |
| Neun Schreibtische und -pulte                                   | Eichen- und Kiefernholz, Kupfer, Leder, Anfang des 20. Jahrhunderts                                                 | im Cour d’Appel (Lage)                  | PM68001389    | Inscrit      | 2001      |                |
| Gemälde Porträt von Jean-Louis Schirmer                         | Ölfarbe auf Leinwand, vergoldeter Holzrahmen, um 1814                                                               | im Cour d’Appel (Lage)                  | PM68001410    | Inscrit      | 2002      |                |
| Gemälde Porträt von Félix Marie Auguste Victor Carré de Malberg | Ölfarbe auf Leinwand, um 1936                                                                                       | im Cour d’Appel (Lage)                  | PM68001415    | Inscrit      | 2002      |                |